# Maison Pradier
La maison Pradier est une œuvre architecturale de Pierre Debeaux et située à Lavaur (Tarn). Elle est inscrite au titre des monuments historiques en 2014,,.

## Description
Dernière maison réalisée par Pierre Debeaux en 1974, cette demeure est considérée comme une sorte de « manifeste » dans l’œuvre de l’architecte, résolument engagé dans la modernité. Le béton armé « est présenté selon une géométrie non conventionnelle et avec le souci constant d’éviter toute monotonie au moyen d’une variété de procédés divers de mise en œuvre ».